# JA21
JA21, laut Satzung eigentlich Conservatieve Liberalen (deutsch Konservative Liberale), ist eine niederländische Partei, die im Dezember 2020 von den Politikern Joost Eerdmans und Annabel Nanninga gegründet wurde. Der Name steht dabei einerseits für die Initialen der beiden Gründer Joost und Annabel, als auch für die Abkürzung von Juiste Antwoord21 (deutsch Richtige Antwort 21), bzw. für Ja, die Partei habe „die richtige Antwort“.
JA21 entstand als Abspaltung aus dem Forum voor Democratie (FvD). Durch Übertritte von ehemaligen FvD-Mandataren ist die Partei in der Ersten Kammer, im Europäischen Parlament, einigen Provinciale Staten sowie im Stadtrat von Amsterdam vertreten. Bei der Parlamentswahl am 17. März 2021 zog die Partei in die Zweite Kammer ein.

## Gründung
Im April und im November 2020 wurden antisemitische Äußerungen sowie die Verherrlichung von Anders Breivik und Brenton Tarrant in Chatgruppen der JFvD, der Jugendorganisation der FvD bekannt. Die Parteispitze der FvD erklärte, die Vorfälle untersuchen zu wollen. Einigen prominenten Mitgliedern der FvD war diese Reaktion jedoch zu wenig und zu langsam. Der Vize-Vorsitzende Theo Hiddema trat als Abgeordneter der Zweiten Kammer zurück, ebenso der Vorsitzende der Senatsfraktion Paul Cliteur, die drei Europaparlamentarier der FvD verließen die Partei. Am 26. November 2020 veröffentlichte Senatorin Nicki Pouw-Verweij einen Brief über mehrere Vorfälle während eines Abendessens am 20. November, in dem Baudet antisemitische Äußerungen gemacht und seinen Parteikollegen Joost Eerdmans angepöbelt hatte.
Anfang Dezember 2020 gaben Eerdmans und Annabel Nanninga die Gründung einer neuen Partei bekannt. Die drei Europaparlamentarier sowie sieben Mitglieder der Ersten Kammer (Fractie-Van Pareren) traten JA21 bei. Bei der Parlamentswahl am 17. März 2021 erhielt JA21 2,4 % der Stimmen und zog mit drei Abgeordneten in die Zweite Kammer ein.

## Ausrichtung
Die Partei versteht sich selbst als konservativ und als „rechte Volkspartei“. Wichtigste Positionen der Partei sind strikte Einwanderungsbeschränkungen, eine Europäische Union, in der niederländische Interessen an erster Stelle stehen, und ein sofortiger Austritt aus dem Klimaschutzabkommen.

## Wahlergebnisse
| Jahr | Wahl                | Stimmenanteil | Sitze |
| ---- | ------------------- | ------------- | ----- |
| 2021 | Parlamentswahl 2021 | 2,37 %        | 3/150 |
| 2023 | Senatswahl 2023     | 4,63 %        | 3/75  |
| 2023 | Parlamentswahl 2023 | 0,68 %        | 1/150 |
| 2024 | Europawahl 2024     | 0,65 %        | 0/31  |